# Itatiella ulei
Itaiella ulei là một loài Rêu trong họ Polytrichaceae. Loài này được (Broth. ex Müll. Hal.) G.L. Sm. mô tả khoa học đầu tiên năm 1971.